# Kemisk blanding
Kemisk blandinger indeholder mere end et kemisk stof, og de har ikke nødvendigvis en bestemt sammensætning. I princippet kan stofferne i blandingen adskilles ved rent mekaniske processer, men i praksis er det ikke altid muligt. Saltvand, smør, jord og træ er eksempler på blandinger.
Gråt jern og gult svovl er begge grundstoffer, og de kan blandes i et hvilket som helst forhold, hvorved der dannes en grågul blanding. Ved blandingen sker der ingen kemisk reaktion, dvs. de to stoffer forbliver rent jern og rent svovl, og de to stoffer kan adskilles igen ved en mekanisk proces, f.eks. ved brug af en magnet til at fjerne jernet fra svovlet.
Hvis jern og svovl derimod opvarmes i et bestemt forhold (56 gram (1 mol) jern til 32 gram (1 mol) svovl), sker der en kemisk reaktion, hvorved der dannes et nyt kemisk stof, jern(II)sulfid, med formlen FeS. Det dannede stof er ét kemisk stof (og dermed ikke en blanding), fordi det har sine egne helt særlige egenskaber såsom smeltepunkt og opløselighed. Den oprindelige blanding af to komponenter er dermed omdannet til én kemisk forbindelse, og de oprindelige komponenter kan derfor ikke udskilles ved mekaniske processer.